# US Alençon
Union Sportive Alençonnaise 61 là một câu lạc bộ bóng đá Pháp được thành lập vào năm 1916. Đội có trụ sở tại thị trấn Alençon và sân vận động của họ là Stade Jacques Fould, có sức chứa 1.500 khán giả.

## Đội hình hiện tại
Tính đến 29 tháng 3 năm 2019
Ghi chú: Quốc kỳ chỉ đội tuyển quốc gia được xác định rõ trong điều lệ tư cách FIFA. Các cầu thủ có thể giữ hơn một quốc tịch ngoài FIFA.
| Số | VT | Quốc gia               | Cầu thủ            |
| -- | -- | ---------------------- | ------------------ |
| —  | TM | Pháp                   | Benjamin Couillard |
| —  | TM | Pháp                   | Gaëtan Boisroux    |
| —  | TM | Pháp                   | Aymeric Gaignon    |
| —  | HV | Pháp                   | Tony Hiaumet       |
| —  | HV | Pháp                   | Mamadou Camara     |
| —  | HV | Cộng hòa Dân chủ Congo | Trésor Luntala     |
| —  | HV | Pháp                   | Karim El Hamdaoui  |
| —  | HV | Pháp                   | Nathan Illand      |
| —  | HV | Pháp                   | Matthis Barteau    |
| —  | HV | Pháp                   | Said Abousaid      |
| —  | HV | Pháp                   | Mael Rallu         |
| —  | TV | Pháp                   | Kevin Perrot       |
| —  | TV | Pháp                   | Christophe Juin    |
| —  | TV | Pháp                   | Hakim Khadrejnane  |

| Số | VT | Quốc gia   | Cầu thủ           |
| -- | -- | ---------- | ----------------- |
| —  | TV | Pháp       | Morgan Hardoin    |
| —  | TV | Pháp       | Maxime Lepinay    |
| —  | TV | Pháp       | Simon Pelleray    |
| —  | TV | Pháp       | Théo Bisson       |
| —  | TV | Pháp       | Antonin Maloisel  |
| —  | TV | Pháp       | Merdi MBobilelo   |
| —  | TĐ | Pháp       | Amaury Tessier    |
| —  | TĐ | Pháp       | Hakim El Hamdaoui |
| —  | TĐ | Pháp       | Souleymane Diarra |
| —  | TĐ | Kosovo     | Lirim Mazreku     |
| —  | TĐ | Thổ Nhĩ Kỳ | Sinan Ergun       |
| —  | TĐ | Cameroon   | Alain Etamé       |